# Mi2-MaMa
Multimedijalni institut (skr. mi2/MaMa) je organizacija civilnog društva iz Zagreba.

## Djelokrug
Organizacija djeluje na sljedećim područjima:
1. digitalna umjetnost, film, glazba i književnost
2. digitalna zajednička dobra: slobodni softver, kultura i otvoreni pristup
3. filozofija i teorija
4. umrežavanje na polju kulture, zagovaranje i organizacija tipa grassroot
5. zaštita javne domene i „borba za prostornu pravdu”.

Mi2 skrbi za profesionalni, ali i amaterski (često interdisciplinarni) istraživački rad, neformalnu edukaciju i informiranje, objavu i promociju takvih radova u digitalnim i tiskanim izdanjima.

Medijski arhiv je javno dostupan arhiv specijaliziranih naslova (često nedostupnih u narodnim knjižnicama) s oko 2000 publikacija (knjiga, časopisa, elektroničke građe) na teme kojima se bavi organizacija.

## Povijest
Osnovana je 12. veljače 1999. i djeluje sa sjedištem u Zagrebu. Mi2 je započela svoje djelovanje po uzoru na Ljubljanski digitalni medijski laboratorij - Ljudmilu, kao medijski laboratorij i dijeljeni uredski prostor za pristup internetu, webhosting, digitaliziranje i drugu tehničku podršku usmjerenu na civilni sektor te za multimedijsku edukaciju, proizvodnju i mrežno izdavaštvo. Kasnije razvija i vlastita softverska rješenja poput TamTam wiki softwarea i pripadajućega mrežnog servisa.
Od 14. svibnja 2000. djeluje kroz društveni i kulturni centar MaMa (prvotno: klub net.kulture MaMa). U prostoru osim svojih programa redovito je ugošćavao i aktivnosti organizacija poput Kontejnera, WHW-a ili Platforme 9.81, koje uključuju približno sličnu (sub)kulturnu publiku i zajednice, a do tada nisu imale prostor za okupljanja u središtu Zagreba.
Mi2 je u prvim godinama organizirala redovite godišnje izložbe te mjesečne ili češće programe na teme oko digitalne kulture i medijske umjetnosti s partnerima poput HDLU-a, MMSU-a i ULUPUH-a. Mi2/MaMa je bila suorganizator, podrška organizaciji i domaćin predprograma prvoga Zagreb Pride-a 2002. te pokretač Saveza udruga Klubtura i pokreta »PravoNaGrad«.[nedostaje izvor]
Među suradničkim projektima iorganizirali su »Otokultivator«, nastao u suradnji s Klubom Močvara i EUASA-om (2001. – 2003.) na otoku Visu u bivšoj vojarni. Mi2 je s URK-om suorganizator festivala filmova o ljudskim pravima Human Rights Film Festivala.[nedostaje izvor]

## Vanjske poveznice
- Službena web-stranica
- Discogs – EgoBoo.bits (engl.)
- monoskop.org – MaMa